# Dmitri Wiktorowitsch Wassiljew
Dmitri Wiktorowitsch Wassiljew (russisch Дмитрий Викторович Васильев, englisch Dimitry Vassiliev, wiss. Transliteration Dmitrij Viktorovič Vasil'ev; * 26. Dezember 1979 in Ufa, Baschkirische ASSR, Sowjetunion) ist ein ehemaliger russischer Skispringer.

## Werdegang
Dmitri Wassiljew sprang für den Verein ZSKA/Lokomotiw Ufa. Seit 1998 springt er im Weltcup. 1999 wurde er in Ramsau am Dachstein erstmals bei den Nordischen Skiweltmeisterschaften eingesetzt und belegte die Plätze 39 auf der Groß- und 60 auf der Normalschanze. Bei den Olympischen Winterspielen 2006 in Turin führte er auf der Normalschanze nach dem ersten Durchgang, wurde aber dann nur Zehnter. Von der Großschanze belegte er Platz 17 und mit der russischen Mannschaft wurde er Achter. Seine bislang besten Ergebnisse im Weltcup waren drei zweite Plätze 2001 in Garmisch-Partenkirchen beim Neujahrsspringen, 2009 in Lillehammer und 2012 in Ruka.
Bei der Skiflug-Weltmeisterschaft 2000 in Vikersund belegte er 24. Platz im Einzelwettbewerb. Bei den Nordischen Skiweltmeisterschaften 2003 in Predazzo reichte es dann zu den Plätzen 32 von der Groß- und 49 von der Normalschanze. Bei der Skiflug-Weltmeisterschaft 2004 in Planica wurde er 32. im Einzel und Siebter mit der russischen Mannschaft. Bei den Nordischen Skiweltmeisterschaften 2005 in Oberstdorf kam er mit der russischen Mannschaft auf die Plätze fünf (Normalschanze) und sechs (Großschanze) und erreichte in den Einzelwettbewerben Platz 22 von der Normal- und Platz 23 von der Großschanze. Bei der Skiflug-Weltmeisterschaft 2006 in Bad Mitterndorf belegte er Platz 16 im Einzel und wurde erneut Siebter mit der russischen Mannschaft. Bei den Nordischen Skiweltmeisterschaften 2007 in Sapporo wurde er Siebter auf der Groß- und jeweils Zehnter auf der Normalschanze und mit russischen Mannschaft von der Großschanze. Einen dritten Platz konnte Wassiljew in der Saison 2006/07 beim Weltcupspringen auf der Hochfirstschanze erreichen. Bei der Skiflug-Weltmeisterschaft 2008 in Oberstdorf errang er mit der russischen Mannschaft den fünften Rang.
Seine bislang erfolgreichste Weltcup-Saison ist die von 2008/09. Bei der Vierschanzentournee gelangen ihm mit zwei dritten Plätzen beim Auftaktspringen am 29. Dezember 2008 in Oberstdorf und beim Abschlussspringen am 6. Januar 2009 in Bischofshofen erneut Weltcup-Podestplätze. In der Tournee-Gesamtwertung belegte er damit den fünften Platz. Am 15. Februar 2009 erkämpfte er sich auf der Heini-Klopfer-Skiflugschanze in Oberstdorf mit seinem Team den zweiten Platz. Bei den Nordischen Skiweltmeisterschaften 2009 in Liberec wie schon zwei Jahre zuvor in Sapporo die Plätz sieben (Großschanze) und zehn (Normalschanze), wurde mit russischen Mannschaft diesmal aber Neunter. Beim Nordic Tournament vom 8. bis 15. März 2009 schaffte er drei Podestplatzierungen: Dritter beim Auftaktspringen auf der Selpauselkä-Normalschanze in Lahti, wie erwähnt Zweiter auf dem Lysgårdsbakken in Lillehammer und Dritter beim Abschlussspringen auf der Vikersund-Skiflugschanze. In Planica flog er beim vorletzten Einzelspringen der Saison auf Platz 3, am Tag darauf erzielte er mit der Mannschaft ebenfalls Rang 3.
2009/10 konnte er nicht ganz an die Leistung aus der vorhergegangenen Saison anknüpfen. Nach einer Verletzung, die er sich bei einem Trainingssturz auf der Kulm-Skiflugschanze zugezogen hatte, musste er mehrere Wochen im Weltcup pausieren. Bei einem weiteren Sturz nach abgeschlossener Regeneration während eines Trainingsaufenthalts in Lillehammer verletzte er sich erneut und verpasste daher die Olympischen Winterspiele 2010 in Vancouver. Auf die Diagnose »Kreuzbandriss« folgte eine Knieoperation. Bei den Nordischen Skiweltmeisterschaften 2011 in Oslo wurde er von der Normalschanze 39. und erreichte bei beiden Mannschaftswettbewerben (Groß- und Normalschanze) mit der russischen Mannschaft jeweils den neunten Platz.
Im Februar 2012 wurde Wassiljew bei der Skiflug-Weltmeisterschaft in Vikersund 34. im Einzel und Neunter mit der russischen Mannschaft. Im März 2012 konnte er auf der neuen Schanzenanlage in Tschaikowski den russischen Meistertitel sowohl von der Groß- als auch von der Normalschanze erringen. Bei den Olympischen Winterspielen in Sotschi erreichte er den 26. Rang von der Großschanze und wurde mit der Mannschaft Neunter. Bei den Nordischen Skiweltmeisterschaften 2013 belegte er die Ränge 28 von der Normal- und 36 von der Großschanze und wurde sowohl mit der Herren- als auch mit der Mixed-Mannschaft jeweils Neunter.
Bei der Skiflug-Weltmeisterschaft 2014 in Harrachov erreichte er im Mannschaftswettbewerb den achten Platz. Am 15. Februar 2015 gelang ihm beim Skifliegen in Vikersund der bis dahin weiteste Sprung eines Skispringers auf 254 Meter. Da er diesen aber nicht stehen konnte, zählt der Sprung nicht als Weltrekord. Mit einer Weite von 233,5 Metern, aufgestellt am selben Wochenende, hält er dennoch den russischen Landesrekord. Bei den folgenden Nordischen Skiweltmeisterschaften 2015 in Falun wurde er 21. von der Groß- und 40. von der Normalschanze sowie Siebter mit dem russischen Herren-Team.
Bei den Nordischen Skiweltmeisterschaften 2017 in Lahti belegte er die Plätze 24 von der Groß und 30 von der Normalschanze und wurde Neunter mit der russischen Herren-Mannschaft. Bei der Skiflug-Weltmeisterschaft 2018 in Oberstdorf wurde er im Einzel 33. und erreichte mit der russischen Mannschaft Platz sieben. Bei den Nordischen Skiweltmeisterschaften 2019 in Seefeld in Tirol erreichte er im Einzel die Plätze 23 (Normalschanze) und 46 (Großschanze), während er mit der russischen Mixed-Mannschaft Siebter und mit der Herren-Mannschaft Neunter wurde.
In der Saison 2020/21 kam Wassiljew unter anderem aufgrund anhaltender Rückenprobleme nicht zum Einsatz. Im Mai 2021 gab Wassiljew sein Karriereende bekannt. Zur Saison 2021/22 wurde er Mitglied des Trainerstabes der russischen Nationalmannschaft.

## Doping
Im Jahre 2001 wurde im Rahmen einer Doping-Kontrolle festgestellt, dass Wassiljew das Diuretikum Furosemid zum Abnehmen eingenommen hatte. Zuvor waren ihm dritte Plätze beim Vierschanzentourneespringen in Innsbruck und beim Weltcup in Sapporo gelungen. Die Ergebnisse wurden Wassiljew aberkannt und er erhielt eine zweijährige Sperre. Den kurz vor der Dopingkontrolle erreichten zweiten Platz in Garmisch-Partenkirchen durfte Wassiljew behalten.

## Erfolge

### Continental-Cup-Siege im Einzel
| Nr. | Datum              | Ort         | Typ           |
| --- | ------------------ | ----------- | ------------- |
| 1.  | 26. Dezember 2004  | St. Moritz  | Normalschanze |
| 2.  | 29. September 2018 | Klingenthal | Großschanze   |

## Statistik

### Weltcup-Platzierungen
| Saison  | Platz | Punkte |
| ------- | ----- | ------ |
| 1999/00 | 42.   | 067    |
| 2000/01 | 33.   | 129    |
| 2002/03 | 53.   | 032    |
| 2003/04 | 59.   | 016    |
| 2004/05 | 29.   | 163    |
| 2005/06 | 22.   | 237    |
| 2006/07 | 11.   | 523    |
| 2007/08 | 18.   | 288    |
| 2008/09 | 05.   | 845    |
| 2009/10 | 28.   | 151    |
| 2010/11 | 75.   | 003    |
| 2011/12 | 39.   | 084    |
| 2012/13 | 22.   | 372    |
| 2013/14 | 40.   | 115    |
| 2014/15 | 34.   | 145    |
| 2016/17 | 58.   | 015    |
| 2017/18 | 69.   | 002    |
| 2018/19 | 49.   | 019    |
| 2019/20 | 66.   | 005    |

### Grand-Prix-Platzierungen
| Saison | Platz | Punkte |
| ------ | ----- | ------ |
| 1999   | 44.   | 008    |
| 2000   | 24.   | 061    |
| 2005   | 15.   | 110    |
| 2006   | 32.   | 080    |
| 2007   | 29.   | 078    |
| 2008   | 29.   | 072    |
| 2009   | 57.   | 018    |
| 2013   | 27.   | 109    |
| 2015   | 45.   | 053    |
| 2017   | 63.   | 014    |
| 2018   | 12.   | 145    |

### Continental-Cup-Platzierungen
| Saison  | Platz | Punkte |
| ------- | ----- | ------ |
| 1996/97 | 293.  | 001    |
| 2004/05 | 070.  | 100    |
| 2005/06 | 064.  | 140    |
| 2010/11 | 163.  | 007    |
| 2012/13 | 139.  | 022    |
| 2015/16 | 126.  | 020    |
| 2016/17 | 124.  | 030    |
| 2017/18 | 079.  | 069    |
| 2018/19 | 055.  | 156    |
| 2019/20 | 139.  | 010    |